# 메이플라워호

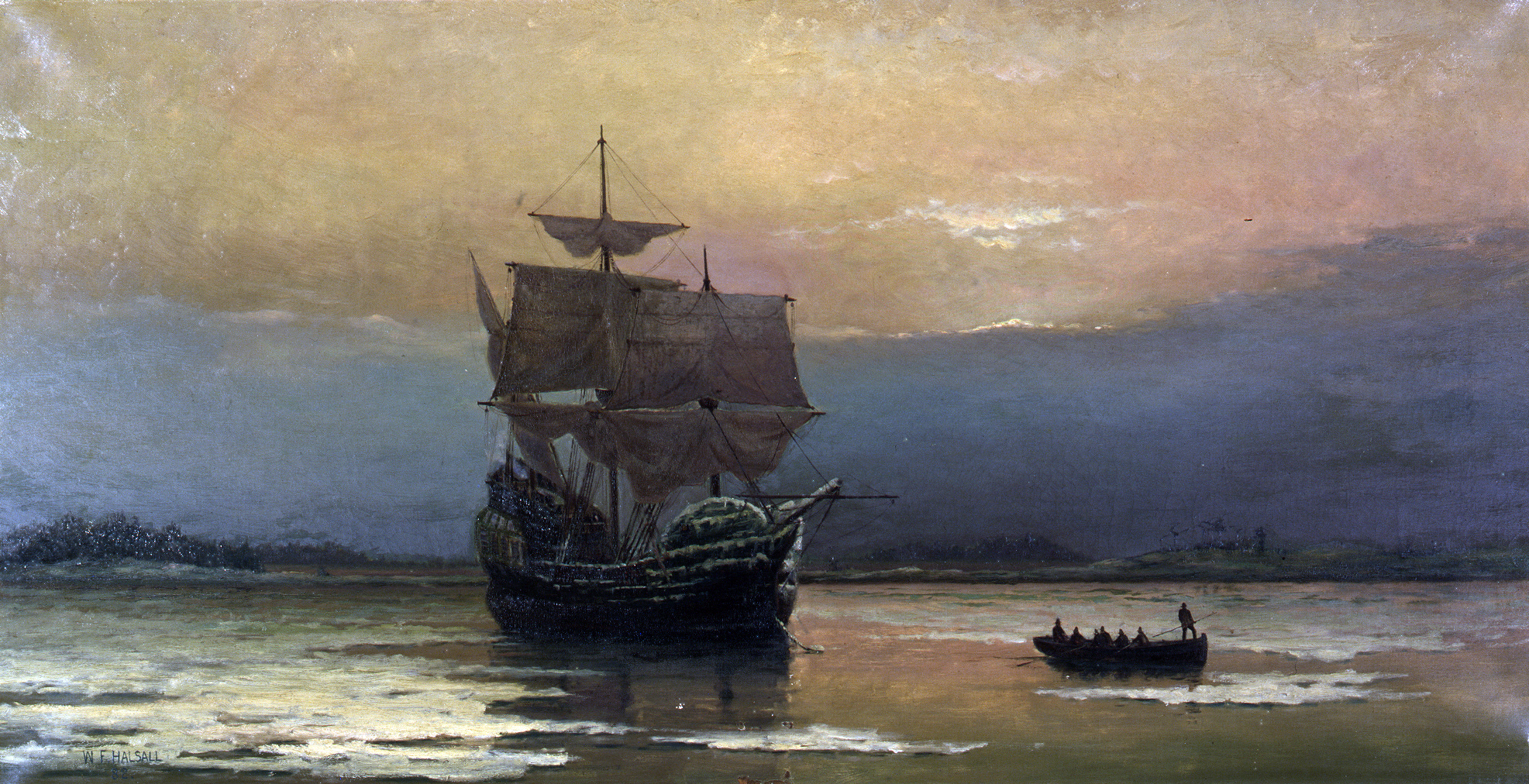
플리머스 항에 체류하고 있는 메이플라워호

메이플라워호(Mayflower)는 1620년 잉글랜드 출신 이민자 102명을 북아메리카 대륙의 매사추세츠주 플리머스까지 수송한 플뢰위트선이다. 미국인들은 이들을 ‘필그림 파더스(순례자)’라고 부른다. 선박의 승무원은 25명에서 30명 정도였고, 이민자 102명중 35명만이 청교도(Puritan)였다. 이들 35명 청교도들은 영국 성공회와의 갈등과 종교적 박해를 피해서 신앙의 자유를 찾아 이주했다고 알려져 있다.
메이플라워호는 9월 16일 잉글랜드 플리머스를 출발하여 66일간의 항해 끝에 같은해 11월 11일에 케이프 코드의 프로빈스타운에 입항하였다. 선박을 수리한후, 12월 21일 오늘날 매사추세츠 주(州) 연안으로 이동하였다. 그곳에서 겨울을 보냈으며 이듬해 4월 5일 이민자들을 남겨놓고 런던으로 되돌아갔다.

## 역사적 배경
1527년 헨리 8세의 이혼(혼인무효) 문제로 촉발된 교황과의 갈등은 1533년 잉글랜드가 종교개혁을 선포하면서 로마 가톨릭과 결별의 길을 걷게 된다. 잉글랜드 교회의 수장이 된 헨리 8세는 1533년에 첫번째 왕비 캐서린과 이혼을 한 후 앤 볼린과 재혼했다. 교황 클레멘스 7세가 헨리 8세를 파문하자, 1534년 잉글랜드 의회는 수장령을 공표하여 ‘로마 가톨릭’으로부터 잉글랜드 교회를 독립시킨후 ‘영국 성공회’를 국교로 삼았다. 로마 가톨릭과 결별 이후 종교개혁 운동이 영국으로 들어와 탄력을 받기 시작하였으며, 성상 파괴, 순례의 폐지, 성인숭배 폐지 등이 실시되었다. 그러나 영국 성공회는 진정한 의미에 개신교가 아니었으며, 헨리 8세가 신봉하는 믿음도 가톨릭 그 자체였다. 1539년 잉글랜드 교회의 6개 신조를 통해 영국 교회가 가톨릭 교회적인 성격을 유지함을 선언하였다.
영국 성공회가 공식적으로 로마 교회에서 분리가 된 것은 1559년이다. 잉글랜드 의회는 엘리자베스 1세 여왕을 "믿음의 옹호자"(에미리트)로 인식하여 왕위지상령을 채택하고, 반대로 개신교적인 법을 폐지했다. 엘리자베스 1세는 "억지로 창문을 열수 없는 것처럼, 종교문제도 강제로 해결할 수 없다"라고 판단하여 개신교와 로마 가톨릭이 공존할 수 있는 중도적인 종교정책을 지향하였다. 개신교와 카톨릭 간의 종교분쟁을 피하기 위해 타협안을 만들었는데, 의식은 카톨릭을 따르되 교리는 칼빈주의를 받아들인다는 것이었다. 엘리자베스 1세는 종교적인 문제를 정치적으로 풀어나가고자 했다. 또한 매슈 파커 캔터베리 대주교는 《영국 성공회 39개조 신앙고백》을 제정, 영국 성공회의 신앙을 고백했다. 그러나 타협안에 반대하며 급진 개혁을 추구했던 청교도는 중도노선을 지향하는 성공회와 갈등하기 시작했다.
1603년 제임스 1세가 즉위하자 청교도들은 종교개혁에 대해 큰 기대를 품었다. 그가 스코틀랜드의 장로교 신자로 교육받으며 성장했기 때문이다. 그러나 제임스 1세는 왕권신수설의 신봉자로서 통치행위에 유리한 영국 성공회를 강력히 지지하였고 청교도들은 이에 실망하게 된다. 아울러 엄격한 계율준수와 급진적인 개혁을 추구한 청교도들은 성공회와 많은 갈등을 야기했기 때문에 종교적 박해가 이어졌다. 결국 잉글랜드에서는 더 이상 개혁을 기대할 수 없다고 판단한 청교도들중 일부가 1620년 종교의 자유를 찾아서 그리고 자신들이 생각하는 이상적인 사회를 건설하기 위해서 메이플라워호를 타고 신대륙으로 향하게 되었다.

## 메이플라워 호
메이플라워 호는 프랑스와 노르웨이, 독일, 스페인 등 유럽 여러 나라와 영국 사이에 화물(주로 포도주)을 운반하는 화물선이었다. 1609년부터 1622년까지 크리스토퍼 존스 선장이 지휘하고 있었으며, 1620년의 유명한 대서양 횡단 항해도 그가 지휘했다. 모항은 런던 로드히스이며, 유명한 항해에서 영국으로 돌아온 후, 1622년 3월 존스가 사망하고 1년 뒤인 1623년 로드히스에서 해체되었다. 그 폐기물을 사용하여 버킹엄셔의 죠단즈라는 퀘이커 마을 옆에 메이플라워 반이 지어졌다고 전해지고 있지만, 확실하지 않다.
배의 제원에 대한 상세한 내용은 알려져 있지 않지만, 무게가 180톤으로 알려져 있으며, 당시의 상선의 전형적인 크기로 길이 27.4 ~ 33.5m, 폭 약 7.6m로 추정되고 있다.
승무원은 25명 ~ 30명 정도가 탑승하였으며, 필그림 중 한 명이었던, 존 알덴을 포함하여 5명의 이름만 알려져 있다. 윌리엄 브래드퍼드의 메이플라워 호 항해의 유일한 기록에 의하면, 사우스햄튼에서 준직공을 하고 있던 존 알덴은 메이플라워호가 보급을 위해 사우스햄튼에 기항했을 때 고용되었다. 희망에 찬 야심만만한 젊은이로 미국 도착 후 남아 있든, 메이플라워 호와 함께 잉글랜드로 돌아오던 본인의 자유였지만 남아서 결혼을 했다.

## 신대륙 도착

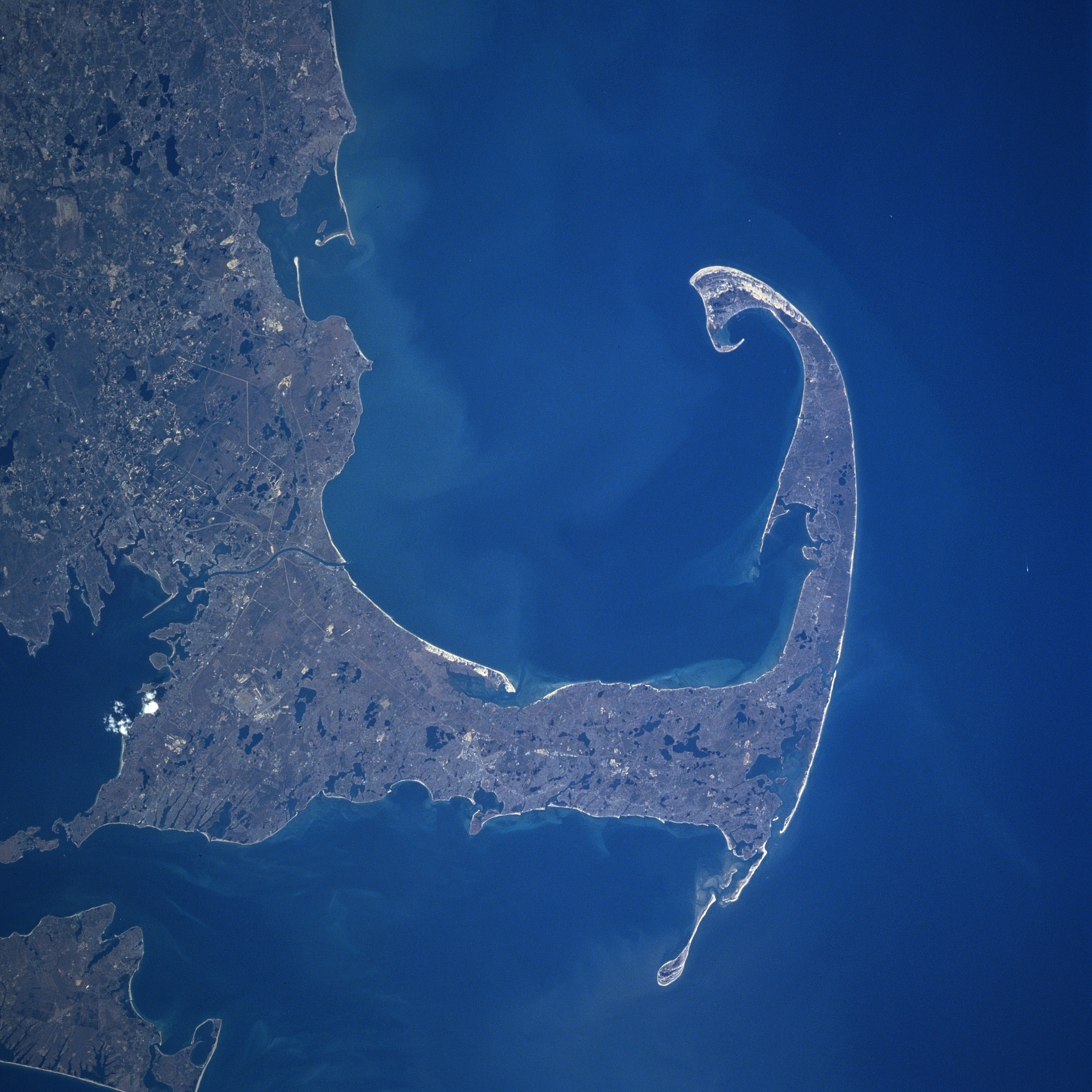
메이플라워호는 1620년 11월 21일 (11월 11일), 케이프코드 끝에 도착했다. (1997년 위성사진)

1620년 9월 16일(율리우스력 9월 6일) 존 카버, 윌리엄 브래드퍼드를 비롯한 영국인 102명이 잉글랜드 남서부 플리머스에서 메이플라워호를 타고 종교의 자유를 찾아서 신대륙(북아메리카)으로 떠났다. 선상의 질병으로 시달리면서 66일간의 어려운 항해를 거쳐, 케이프코드 끝의 낚시 바늘 모양의 프로빈스 타운 항구에 닻을 내린 것은 11월 21일(율리우스력 11월 11일)의 일이었다.
이들은 당시 두 번째로 큰 이민단이었다. 원래의 목적지는 허드슨강 하구의 현재 뉴욕시 인근으로 당시 영국의 버지니아 정착민의 북쪽 끝의 땅이었다. 버지니아 정착민은 미국 최초의 영국 이주민 땅에서 이들보다 13년 먼저 1607년에 도래하여 건설된 ‘제임스타운’에 정착하였다.
메이플라워호는 항로를 이탈하여 지연도착을 하였기 때문에 이미 계절은 겨울이어서 케이프코드에 머물면서 월동하였다. 그해 겨울, 반수 이상이 추위와 괴혈병으로 사망했다. 1621년 3월 31일(율리우스력 3월 21일), 겨울 동안 배안에서 살아남은 승객들은 플리머스 해안까지 이동했고, 〈메이플라워호〉는 그해 4월 15일(율리우스력 4월 5일)에 잉글랜드로 되돌아가게 된다.

## 메이플라워 서약
메이플라워호를 타고 온 사람들은 매사추세츠에 도착하기 전에 그 배에서 소위 메이플라워 서약을 체결하여, 질서와 안녕을 유지하기 위해 스스로 하나의 시민정치체를 만들고 필요한 법률과 공직을 제정하여 이에 복종한다는 것을 서약하였다. 이러한 식민지의회의 설치와 자치체의 형성은 그 뒤에 건설된 다른 식민지에도 도입되었다.
메이플라워 서약은 대략 다음의 내용으로서, 41명이 서명을 하였다.
- 영국왕에 충성을 다하며
- 아메리카 대륙에 식민지를 건설할 것을 기약하고
- 자치사회를 형성하여 질서와 안전을 도모하며
- 평등한 법률을 만들어 관제를 정한 다음, 여기에 종속할 것을 맹세한다.

상륙 직전에 배 안에서 맺은 ‘메이플라워 서약’은 다수의 자유 의지에 의한 정부의 설립을 결정한 것으로서, 민주주의 정치의 기초가 되었다.

## 같이 보기
- 플리머스 식민지
- 미국의 식민지 시대
- 청교도
- 추수감사절
- 메이플라워 서약

## 참고 문헌
- Bradford, William; William T. Davis (ed) (1908). 《Bradford's History of Plymouth Plantation, 1606-1646》. Scribners.  (항해의 유일한 기록)
- Nathaniel Philbrick (2006), 《Mayflower: A Story of Courage, Community, and War》, Viking, ISBN 0670037605
- Roland G Usher (1984), 《The Pilgrims and their History》, Williamstown, Massachusetts: Corner House Publishers, ISBN 0879280824 (1918년 출판)